# Malí en los Juegos Olímpicos de Múnich 1972
Malí estuvo representado en los Juegos Olímpicos de Múnich 1972 por tres deportistas masculinos que compitieron en dos deportes.
El portador de la bandera en la ceremonia de apertura fue el atleta Namakoro Niaré. El equipo olímpico maliense no obtuvo ninguna medalla en estos Juegos.